# Buddy Bolden
Buddy Bolden (6. september 1877 – 4. november 1931) var en amerikansk jazzkornettist, orkesterleder og barber. Bolden dannede sit første band i 1890'erne og var omkring år 1900 en af de mest populære musikere i New Orleans. Han indspillede aldrig sin musik og døde på et sindssygehospital.